# クエリャル
クエリャル（スペイン語: Cuéllar [ˈkweʎar]）は、スペイン・カスティーリャ・イ・レオン州セゴビア県のムニシピオ（基礎自治体）。クエジャル、クエヤルとも発音・表記される。

## 歴史

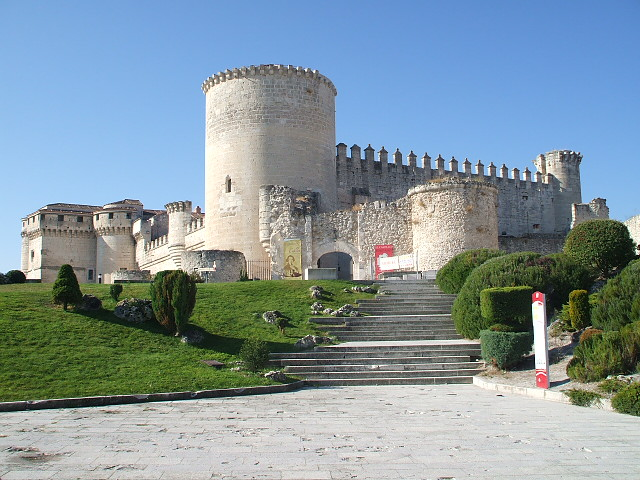
アルブルケルケ公爵家の居城であったクエリャル城

鉄器時代、標高の高いクエリャル城付近に定住地があったことがわかっている。ローマ時代の定住地跡は自治体内で発見されていない。
クエリャルの歴史は10世紀頃から明らかになる。アル＝マンスール・イブン・アビ・アーミルが、村を略奪した上に住民を奴隷にしてアル・アンダルスへ連行したという。カスティーリャ王アルフォンソ6世が村を再建し、11世紀後半に再植民が行われた。これがこの町の始まりである。1184年、アルフォンソ8世はクエリャルでコルテスを開いた。
13世紀のクエリャルはスペイン北部有数の重要な町であり、羊毛貿易が町の経済を潤した。多くの邸宅やムデハル様式の教会がつくられたのはこの時代である。1256年、アルフォンソ10世はクエリャルにフエロ（特権）を授けた。サンチョ4世亡き後、王妃マリア・デ・モリーナがクエリャルの領主権を相続した。幼王フェルナンド4世が成人するまでマリア・デ・モリーナが摂政制を敷いた時代は困難を極めたが、クエリャルは平和な時代をすごした。
14世紀半ば、ペドロ1世はフアナ・デ・カストロとクエリャルで結婚式を挙げた。王妃ブランカ・デ・ボルボーンがありながらのこの結婚は無効とされた。そのうえ、ペドロ1世は結婚初夜でフアナを捨てた。
1464年、エンリケ4世は寵臣ベルトラン・デ・ラ・クエバをクエリャル領主とした。後にアルブルケルケ公爵となったクエバの子孫がクエリャルを領有した。
17世紀にはセゴビア地方の他の町同様に、クエリャルの経済は停滞した。王家がマドリードへ移ると宮廷も移り、貴族たちも領地を離れた。この衰退に拍車をかけたのは、羊毛貿易の衰退、戦費調達のための重税、そして黒死病の流行であった。
18世紀、カルロス3世時代になって、町は次第に経済回復を見せ始めた。
19世紀、ナポレオン率いるフランス軍がクエリャルを占領すると、彼らはクエリャルの教会、修道院、城から宝物を奪い取っていった。
スペイン内戦期には早くから国民党軍の支配下に置かれ、破壊行為から守られていた。国民党軍と友好関係にあったイタリア・ファシスト政権軍の本部がクエリャル城に置かれ、彼らが去った後のクエリャル城は監獄に転換された。何年も後、城は結核患者の隔離病院、そして刑務所にと転用された。長きにわたる農業と牧畜の伝統を持つクエリャルは内戦後の困難に見舞われることなく、他地域からの人口流入もほとんどなく現在に至っている。

## 政治
| 任期      | 首長名                          | 政党 |
| --------- | ------------------------------- | ---- |
| 1979–1983 | Luis Zarzuela González          | UCD  |
| 1983–1987 | Felipe Suárez Pérez             | PDP  |
| 1987–1991 | Felipe Suárez Pérez             | PDP  |
| 1991–1995 | Mariano Molinero Senovilla      | PP   |
| 1995–1999 | Octavio César Cantalejo Olmos   | PSOE |
| 1999–2003 | Octavio César Cantalejo Olmos   | PSOE |
| 2003–2007 | María Luisa González San Miguel | PSOE |
| 2007–2011 | Jesús García Pastor             | PP   |
| 2011–2015 | Jesús García Pastor             | PP   |
| 2015–2019 | Jesús García Pastor             | PP   |
| 2019–2023 | n/d                             | n/d  |
| 2023–     | n/d                             | n/d  |

## 経済
穀物生産、野菜栽培、牧畜が盛ん。林業も行われる。

## 人口
| クエリャルの人口推移 1900－2010                         |
|                                                         |
| 出典:INE（スペイン国立統計局）1900年 - 1991年、1996年 - |

## 出身者
- ディエゴ・ベラスケス・デ・クエリャル - コンキスタドール
- フアン・デ・グリハルバ - コンキスタドール
- アントニオ・デ・エレーラ - 歴史家

## ギャラリー

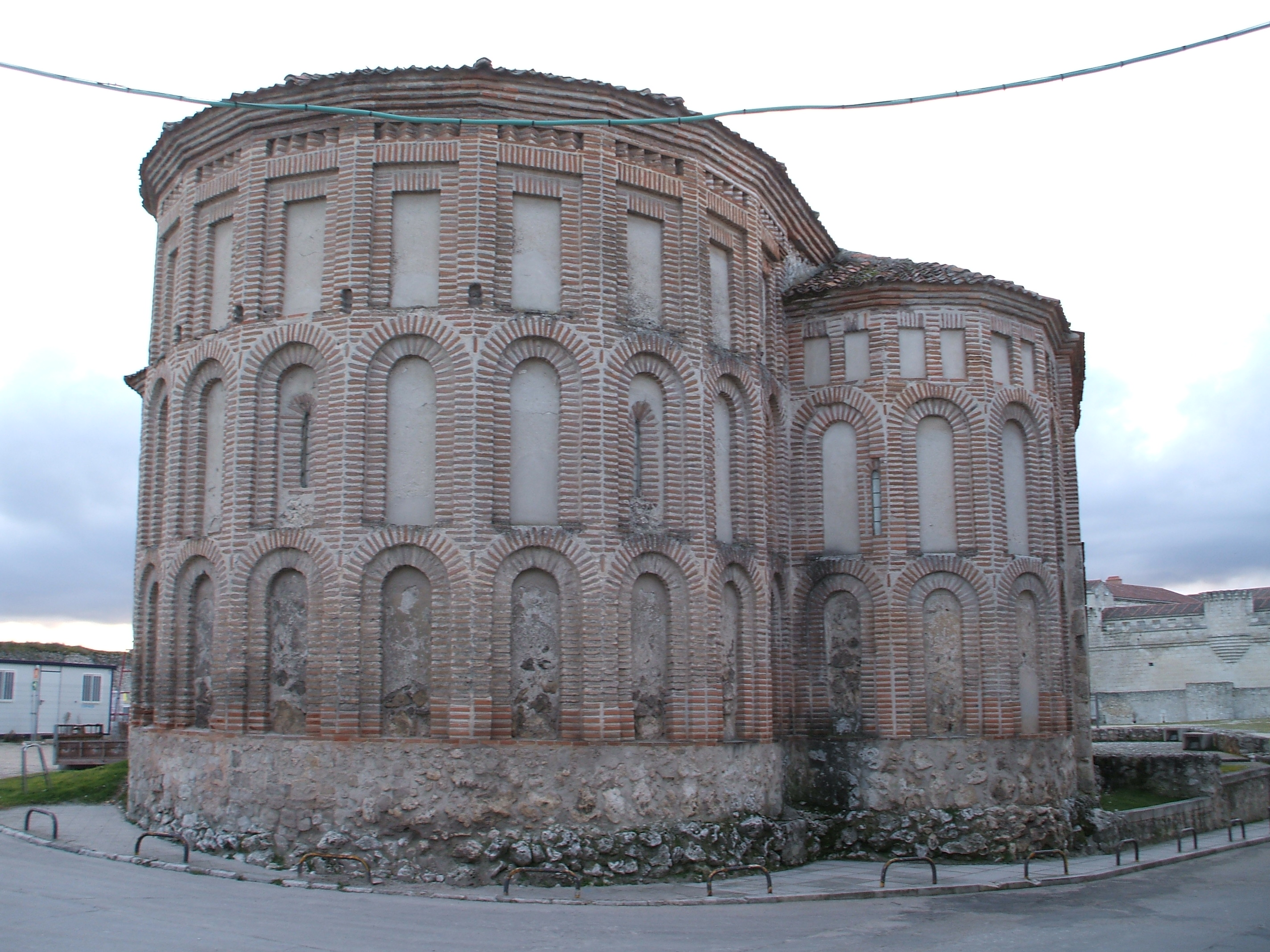
サン・マルティン教会
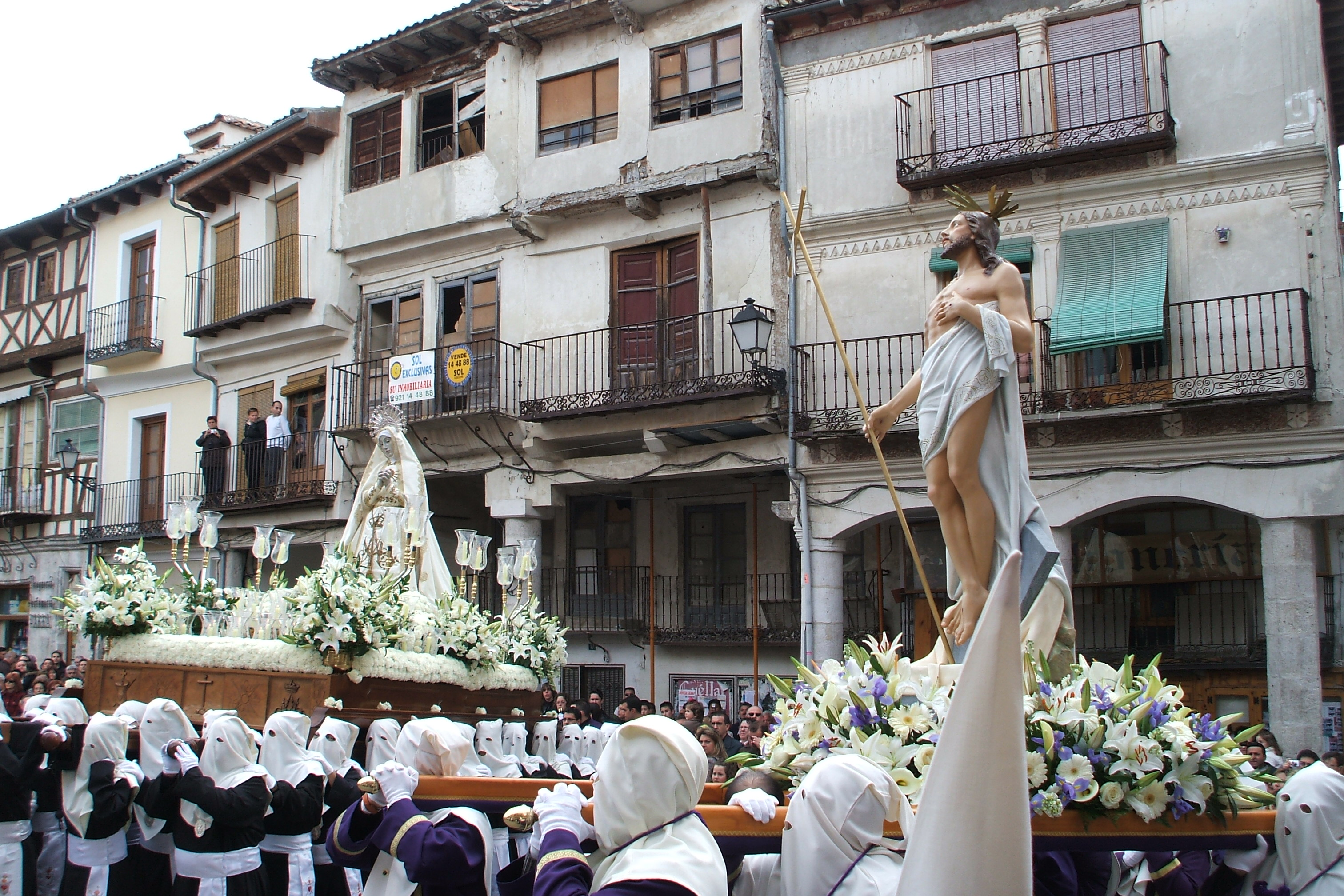
クエリャルでの聖週間の行進
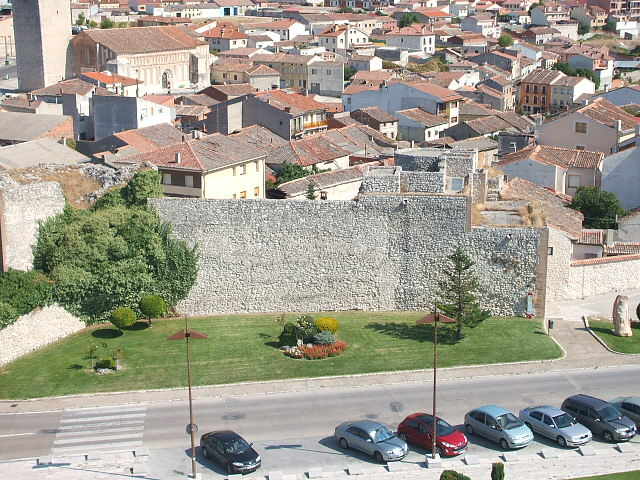
町を取り囲む中世の城壁